# Indian Charlie
Indian Charlie, född 27 mars 1995, död 15 december 2011, var ett amerikanskfött engelskt fullblod, mest känd för att ha segrat i Santa Anita Derby (1998). Han är även känd som en framgångsrik avelshingst.

## Bakgrund
Indian Charlie var en brun hingst efter In Excess och under Soviet Sojourn (efter Leo Castelli). Han föddes upp av Hal J. Earnhardt och ägdes av Hal Earnhardt & John Gaines Racing. Han tränades under tävlingskarriären av Bob Baffert.

## Karriär
Indian Charlie tävlade mellan 1997 och 1998 och sprang in 616 120 dollar på 5 starter, varav 4 segrar och 1 tredjeplats. Han tog karriärens största seger i Santa Anita Derby (1998). Han kom även på tredje plats i Kentucky Derby (1998).

### Tävlingskarriär
Indian Charlie segrade i sina fyra första löp. Han segrade bland annat med 4 1⁄2 längd över Real Quiet i Santa Anita Derby, och tangerade även löprekordet på tiden 1:47.0. Han startade sedan som en av de favoritspelade hästarna i 1998 års upplaga av Kentucky Derby, där han slutade på tredje plats efter Real Quiet. Efter Kentucky Derby tvingades Indian Charlie att vila, vilket gjorde att han missade både Preakness och Belmont Stakes. Han förbereddes sedan för att starta i Haskell Invitational i augusti 1998, men skadade sig under ett träningspass, vilket ledde till att hans tävlingskarriär avslutades.

### Som avelshingst
Indian Charlie stallades upp som avelshingst på Airdrie Stud nära Midway, Kentucky. Han har bland annat blivit far till Fleet Indian, Indian Blessing, Indian Apple Is, och Uncle Mo. Han är även farfar (via Uncle Mo) till Nyquist, som segrade i 2016 års upplaga av Kentucky Derby.

### Död
Indian Charlie avlivades på Airdrie Stud den 15 december 2011, då han hade cancer.

## Stamtavla
| Efter In Excess      | Siberian Express  | Caro              | Fortino          |
| Efter In Excess      | Siberian Express  | Caro              | Chambord         |
| Efter In Excess      | Siberian Express  | Indian Call       | Warfare          |
| Efter In Excess      | Siberian Express  | Indian Call       | La Morlaye       |
| Efter In Excess      | Kantado           | Saulingo          | Sing Sing        |
| Efter In Excess      | Kantado           | Saulingo          | Saulisa          |
| Efter In Excess      | Kantado           | Vi                | Vilmorin         |
| Efter In Excess      | Kantado           | Vi                | Dotterell        |
| Undan Soviet Sojourn | Leo Castelli      | Sovereign Dancer  | Northern Dancer  |
| Undan Soviet Sojourn | Leo Castelli      | Sovereign Dancer  | Bold Princess    |
| Undan Soviet Sojourn | Leo Castelli      | Suspicious Native | Raise a Native   |
| Undan Soviet Sojourn | Leo Castelli      | Suspicious Native | Be Suspicious    |
| Undan Soviet Sojourn | Political Parfait | Diplomat Way      | Nashua           |
| Undan Soviet Sojourn | Political Parfait | Diplomat Way      | Jandy            |
| Undan Soviet Sojourn | Political Parfait | Peach Butter      | Creme Dela Creme |
| Undan Soviet Sojourn | Political Parfait | Peach Butter      | Slipping Round   |